# Cactoideae
Cactoideae — найбільша підродина рослин родини кактусових.

## Загальна біоморфологічна характеристика
Рослини бувають дуже різної форми: деревоподібні, чагарникові, у вигляді пучків, в'юнкі, або ж епіфіти від 1 см до 20 м заввишки. Репродуктивні зони зазвичай ніяк не відділені, часом відділені, або ж це може бути особливий цефалій. Листя відсутнє, або ж може бути рудиментарним. Глохідії відсутні. В переважній більшості випадків рослини оснащені колючками. Квітки зазвичай сидячі, денні або нічні, 1 — 30 см у діаметрі, білі, жовті, помаранчеві, червоні, фіолетові, рожеві, або коричневі. Не буває квітів блакитного кольору. Плоди зазвичай схожі на ягоди, а насіння 0.1 — 2.0 мм завбільшки.